# شباب شوشتری
ملا عباس قدکساز، متخلص به شباب شوشتری متولد سال ۱۲۵۰ هجری قمری، شاعر و متخلص به شباب می‌باشد که در شهر شوشتر در محله تاریخی عبدالله بانو متولد شد. او شاگرد شیخ جعفر شوشتری بود و تخلص خود را از نام او گرفت.
دیوان او شامل مثنوی، قصیده، رباعی، غزل، قطعه و قالب‌های دیگر است. «کلیات شباب» حدود پانزده هزار بیت است که نخستین بار در زمان حیات شاعر به وسیلهٔ یکی از دوستان او به نام محمّد موسوی مرعشی جمع‌آوری‌شده و در بمبئی به چاپ رسیده‌است.
«کلیات» اشعار او که با «تحفه الاحباب» شروع و با «رباعیات» تمام می‌شود با عنوان «جامع المحسنات» پس از بمبئی در سال ۱۳۳۶ ه‍.ش در اصفهان نیز به چاپ رسیده‌است. قسمتی از اشعار او نیز در مخزن الدرر آورده شده‌است.

## زندگی
شباب شوشتری در سال ۱۲۵۰ هجری قمری در شهر شوشتر دیده به جهان گشود. با این که بیشتر افراد خانواده اش تاجر بودند و به هندوستان رفت و آمد داشتند، ولی عباس در کنار پدر به قدکسازی (بافتن نوعی پارچه کتانی که در شوشتر رواج داشت) مشغول بود. بعدها شغل پدر را رها نمود و به عطاری اشتغال یافت. وی از ابتدای جوانی به شعر روی آورد و قصایدی در مدح اهل بیت می‌سرود. شباب به نام وشهرت توجه نمی‌نمود و از آن گریزان بود.
روزی در حسینیه شیخ جعفر شوشتری مجلسی بر پا بود و مردم در آن حضور داشتند که در آن مجلس قصیده‌ای از عباس قدکساز در مدح امام علی خوانده می‌شود، شیخ جعفر دربارهٔ سرایندهٔ قصیده می‌پرسد، جواب می‌گیرد که جوانی قدکساز است. شیخ جعفر به دیدنش می‌رود و بسیار او را مورد تکریم قرار می‌دهد و چون او را جوان می‌بیند تخلص «شباب» را پیشنهاد می‌دهد، که این تخلص در تمام اشعار او باقی می‌ماند و با همین نام شناخته می‌شود.
سفرهای او به شهرهای مختلف مانند کربلا، نجف، تهران، اصفهان، قم و مشهد زمینه‌ای از ارتباط برای او، از جمله با قاآنی، فراهم ساخت. اثر پذیری او از شاعران دیگر مانندفردوسی، نظامی، سعدی، حافظ و محتشم در شعرهایش پیداست. شباب علاوه بر دیوان، کتابی نیز در زمینه کیمیا داشت که خود آن را محو کرد تا دیگران گرفتار آن علم نشوند. عباس که به نام ملا عباس معروف گردید از استعداد و نبوغ بالایی برخوردار بود.
شباب شوشتری در سال ۱۳۲۴ ه‍.ق درگذشت و در کنار آرامگاه امامزاده سید محمد گلابی در شوشتر به خاک سپرده شد.

## سبک شعر
در قرن سیزدهم هجری دوره بازگشت ادبی شکوفا شد و شباب شوشتری نیز پیرو همین سبک و سیاق بوده‌است. در دیوان اشعار شباب شوشتری انواع قالب‌های شعری همچون غزلیات، قصاید، رباعی، مثنوی، قطعات، ترجیع بند و … وجود دارد. سبک شعری او، متأثر از بزرگان سبک خراسانی و مشاهیر سبک عراقی است.
او از بزرگان سبک خراسانی همچون فرخی سیستانی و منوچهری و انوری و خیام تأثیر پذیرفته‌است و از مشاهیر سبک عراقی همچون و نظامی و سعدی و حافظ الهام گرفته‌است.
شعر شباب شوشتری ساده، روان و مزیّن به آرایه‌های دلنشین لفظی و معنوی است. قصاید او از نوع قصاید مدحی است و موضوع بیش از هشتاد درصد آنها ذکر فضایل اهل بیت و به ویژه امام اول شیعیان است.

## نمونه شعرها
نخستین سروده در دیوان شباب، مثنوی بلند عاشقانه‌ای است با نام «تحفةالاحباب» که با مطلع زیر آغاز میشود:
الهی ز اعتقادم ده تمامی
که بتوانم ز حمدت برد نامی
و در توصیف شب معراج پیامبر اسلام می‌گوید:
شبی خّرم‌تر از صبح جوانی
بُـد آن شه در سرای امّ هانی
بُـراق آورد جبریل امینش
سلام از پی ز رب‌العالمینش
شباب شوشتری در توصیف برآمدن خورشید چنین می‌سراید:
زد چو طاووس افق چتر ملمـَّـع زآفتاب
زاغ سیمین بیضهٔ شب ز آشیان شد با شتاب
و چند بیت از قصیده‌ای که شباب در مدح شیخ جعفر شوشتری سروده‌است:
بیا کآمد ز سرو و سوسن و نسرین و سیسَمبر
جهان را زیب و جان را طیب و تن را تاب و رُخ را فَر
نوای سار و آهنگ هزار و نغمهٔ قُمری
فکنده جوش و خسته گوش و بُرده تاب و هوش از سر
گرفته بلبل و درّاج و کبک و سارک از هر سو
یکی عود و یکی رود و یکی چنگ و یکی مِزمَر
هوا از فیض و آب از لطف و دشت از رنگ و خاک از بو
نشاط‌آمیز و عیش‌انگیز و عشرت‌خیز و جان‌پرور
ز بس رخشان، ز بس سوزان، ز بس تابان، ز بس جُنبان
گلستان طور و موسی سَرو و گل بیضا و شاخ اژدر
در این ایّامِ نیک‌انجامِ فیض‌الهامِ فرخنده
که گل بشکفت، غم بنهفت، جان پذرفت فال و فر
به هر سوییّ و هر کوییّ و هر کاخیّ و هر شاخی
خروش و جوش و جیش و جشن وهای و هوی خُنیاگر
نگاری غمگساری بردباری گل‌عذاری جو
ادیب و نکته‌سنج و بذله‌گوی و شوخ و رامشگر
بتی گل‌بوی و سنبل‌موی و آتش‌روی و مهرآیین
صنوبر قدّ و نسرین خدّ و ریحان خطّ و سیمین بر